# Lista de deputados estaduais de Alagoas da 1.ª legislatura
Essa é uma lista de deputados estaduais de Alagoas eleitos para o período 1947-1951. Foram 35 eleitos

## Composição das bancadas
| Partido | Líder                    | Bancada | Posição  |
| ------- | ------------------------ | ------- | -------- |
| PSD     | José Pinto de Barros     | 19 / 35 | Governo  |
| UDN     | Aurélio Viana            | 9 / 35  | Oposição |
| PTB     | Sizenando Nabuco de Melo | 4 / 35  | Governo  |
| PCB     | André Papini Góis        | 3 / 35  | Oposição |

## Deputados Estaduais
| Número | Deputados estaduais eleitos              | Partido | Votação | Percentual | Cidade onde nasceu   | Unidade federativa |
| 41552  | Umberto Gustavo Altamiro Guedes de Paiva | PSD     | 2.002   | 3,47%      | Rio Largo            | Alagoas            |
| 41261  | Antônio Baltazar de Mendonça             | PSD     | 1.643   | 2,85%      | Maceió               | Alagoas            |
| 41101  | José Pinto de Barros                     | PSD     | 1.472   | 2,55%      | Palmeira dos Índios  | Alagoas            |
| 41198  | Manuel Valente de Lima                   | PSD     | 1.415   | 2,45%      | Marechal Deodoro     | Alagoas            |
| 22260  | Oceano Carleial                          | UDN     | 1.399   | 2,42%      | Barbalha             | Ceará              |
| 41613  | José Evilásio Torres                     | PSD     | 1.296   | 2,24%      | Viçosa               | Alagoas            |
| 41910  | Tércio Wanderley                         | PSD     | 1.273   | 2,20%      | Bom Conselho         | Pernambuco         |
| 22819  | Aurélio Viana da Cunha Lima              | UDN     | 1.147   | 1,98%      | Santa Luzia do Norte | Alagoas            |
| 41180  | Antônio Ribeiro Casado                   | PSD     | 1.140   | 1,97%      | Capela               | Alagoas            |
| 41225  | Oséas Cardoso                            | PSD     | 1.094   | 1,89%      | Viçosa               | Alagoas            |
| 41359  | João Clímaco da Silva                    | PSD     | 1.070   | 1,85%      | Santo Amaro          | Bahia              |
| 22347  | Segismundo Andrade                       | UDN     | 1.034   | 1,79%      | Pão de Açúcar        | Alagoas            |
| 41427  | José Garalampio de Mendonça Braga        | PSD     | 1.020   | 1,76%      | Passo de Camaragibe  | Alagoas            |
| 22671  | Carlos Gomes de Barros                   | UDN     | 1.009   | 1,75%      | Colônia Leopoldina   | Alagoas            |
| 22947  | Lourival de Melo Mota                    | UDN     | 992     | 1,72%      | Maceió               | Alagoas            |
| 41946  | João Teixeira Cavalcanti                 | PSD     | 970     | 1,68%      | Murici               | Alagoas            |
| 14847  | Sizenando Nabuco de Melo                 | PTB     | 945     | 1,63%      | Passo de Camaragibe  | Alagoas            |
| 41403  | Miguel Torres Filho                      | PSD     | 936     | 1,62%      | Maceió               | Alagoas            |
| 22535  | Mário da Costa Guimarães                 | UDN     | 922     | 1,59%      | São Paulo            | São Paulo          |
| 14466  | Ari Pitombo                              | PTB     | 904     | 1,56%      | Neópolis             | Sergipe            |
| 41611  | Aloísio da Silva Nogueira                | PSD     | 903     | 1,56%      | Arapiraca            | Alagoas            |
| 41820  | Augusto de Freitas Machado               | PSD     | 896     | 1,55%      | Pão de Açúcar        | Alagoas            |
| 21467  | André Papini Góis                        | PCB     | 895     | 1,55%      | Penedo               | Alagoas            |
| 41732  | Agenor Berardo Carneiro da Cunha         | PSD     | 862     | 1,49%      | Recife               | Pernambuco         |
| 41706  | Hilton da Lima Pimentel                  | PSD     | 843     | 1,46%      | União dos Palmares   | Alagoas            |
| 41356  | Benito de Freitas Melro                  | PSD     | 803     | 1,39%      | Gararu               | Sergipe            |
| 22916  | Luiz Gonzaga Moreira Coutinho            | UDN     | 764     | 1,32%      | Delmiro Gouveia      | Alagoas            |
| 41253  | Milton Buarque Vanderlei                 | PSD     | 764     | 1,32%      | Maribondo            | Alagoas            |
| 41124  | José Romariz                             | PSD     | 684     | 1,18%      | Paudalho             | Pernambuco         |
| 22670  | Joaquim de Barros Leão                   | UDN     | 682     | 1,18%      | Recife               | Pernambuco         |
| 14609  | Jerônimo Cunha Lima                      | PTB     | 597     | 1,03%      | Pilar                | Alagoas            |
| 22576  | Francisco Arlindo Gomes Ferreira         | UDN     | 568     | 0,98%      | Ibateguara           | Alagoas            |
| 14832  | Édson da Silva Pôrto                     | PTB     | 562     | 0,97%      | Santana do Ipanema   | Alagoas            |
| 21610  | José Maria Cavalcanti                    | PCB     | 506     | 0,87%      | Matriz de Camaragibe | Alagoas            |
| 21675  | Moacir Rodrigues de Andrade              | PCB     | 441     | 0,76%      | Maceió               | Alagoas            |